# Gorno Egri
Gorno Egri (macedónul: Горно Егри) település Észak-Macedóniában, a Pelagonijai körzet Bitolai járásában.

## Népesség
| 1971 | 0 |

Vasil Kanchov által 1900-ban gyűjtött statisztikák szerint Gorno Egri falut 70 keresztény bolgár és 50 muzulmán albán lakta. 2002-es népszámlálás szerint a falunak összesen 0 lakosa volt.
2002-ben lakatlan település.